# Lília da Fonseca
Maria Lília Valente da Fonseca Severino (Benguela, 21 de Maio de 1906 - Lisboa, 14 de Agosto de 1991) foi uma jornalista e escritora portuguesa. Foi a primeira mulher a integrar uma lista candidata às eleições legislativas, em 1957.

## Biografia
Nascida em Benguela, veio para Portugal muito nova. Estudou no Liceu Infanta D. Maria, em Coimbra, e na Escola Carolina Michäelis, no Porto.
Regressada a Angola, trabalhou como jornalista em Luanda, no diário A Província de Angola. Quando se radicou em Portugal, mais tarde, foi correspondente deste diário.
O seu primeiro romance foi publicado em 1944, Panguila, onde traça um retrato fiel da sociedade benguelense colonial da época.
Em Novembro de 1945, assinou um manifesto de intelectuais em protesto contra «as limitações de toda a espécie» a que a actividade intelectual estava sujeita pelo regime. 
Fundou, em 1950, a revista Jornal-Magazine da Mulher, sendo sua directora até ao último número, em 1956. 
Em 1957 foi candidata, a primeira mulher numa lista, às eleições legislativas.
Criou um grupo teatral, o Teatro de Fantoches de Branca Flor. O grupo apresentou-se em escolas, colónias de férias, bairros pobres da periferia de Lisboa e em teatros de província e representou Portugal em festivais internacionais de teatro de fantoches.  
Foi bolseira da Fundação Gulbenkian, que lhe deu oportunidade de visitar teatros de marionetas de vários países.
Publicou numerosas obras literárias sobre a situação social da mulher, mas, principalmente, romances e literatura infantil.

## Obras
- A mulher que amou uma sombra: novelas (1941);
- O corte sem mestre (1942);
- As três bolas de sabão (1943);
- Panguila: romance (1944);
- Lagartinha da couve (1945);
- A borboleta azul: contos em verso (1946);
- As botas saltaricas (1946);
- A menina tartaruga (1946);
- Chico Pipa (1946);
- As formigas aventureiras (1946);
- A história do gato gatão (1947);
- A chegada do Grão Turco (1947);
- O canivete afortunado (1954);
- Lagartinha da couve (1954);
- O tricot sem mestre (1957);
- Poemas da hora presente (1958);
- O malmequer das cem folhas: as aventuras de um pássaro (1958);
- Filha de branco (1960);
- O clube das três aldeias (1961);
- O relógio parado (1961);
- O grande acontecimento (1962);
- O livro da Teresinha (1962);
- Nasceu um menino na floresta (1962);
- Os companheiros do Bonifácio (1963);
- O livro do Marinho (1963);
- O menino não quer (1963);
- Os pontos dos ii: peça infantil em 1 acto (1964);
- A menina tartaruga: peça infantil em 3 actos (1966);
- O malmequer das cem flores : aventuras de um pássaro (1968);
- O livro da Mariazinha  (1969);
- O livro do Adelininho (1969);
- O livro da Lili (1970);
- O livro da Néné (1970);
- A vaquinha e o sol : histórias de animais (1970);
- O livro do Jaiminho (1971);
- O realejo de lata (1971);
- Umas férias na serra da Verdelinda (1972);
- Tão-Tão aviador (1973);
- O grande acontecimento (1977);
- O livro da Stelinha (1977);
- História do teatro de Branca-Flor nos seus 20 anos de existência, 1962-1982  (1982);
- Um passeio ao jardim zoológico  (1983);
- O moinho da Inácia: as aventuras de um pássaro (1987);
- Os ladrões das barbas de arame farpado: as aventuras de um pássaro (1989).